# Pyrota hirticollis
Pyrota hirticollis är en skalbaggsart som beskrevs av Champion 1891. Pyrota hirticollis ingår i släktet Pyrota och familjen oljebaggar. Inga underarter finns listade i Catalogue of Life.